# AHL 1956/57
Die Saison 1956/57 war die 21. reguläre Saison der American Hockey League (AHL). Während der regulären Saison bestritten die sechs Teams der Liga jeweils 64 Spiele. Die vier besten Mannschaften der AHL spielten anschließend in einer Play-off-Runde um den Calder Cup.

## Teamänderungen
Folgende Änderungen wurden vor Beginn der Saison vorgenommen:
- Die Pittsburgh Hornets wurden nach Rochester, New York umgesiedelt und spielten fortan unter dem Namen Rochester Americans

## Reguläre Saison

### Abschlusstabellen
Abkürzungen: GP = Spiele, W = Siege, L = Niederlagen, T = Unentschieden, OTL = Niederlage nach Overtime, GF = Erzielte Tore, GA = Gegentore, Pts = Punkte

Erläuterungen: In Klammern befindet sich die Platzierung innerhalb der Conference;       = Playoff-Qualifikation ,       = Division-Sieger,       = Conference-Sieger

#### Reguläre Saison
|                     | GP | W  | L  | T | GF  | GA  | Pts |
| ------------------- | -- | -- | -- | - | --- | --- | --- |
| Providence Reds     | 64 | 34 | 22 | 8 | 236 | 168 | 76  |
| Cleveland Barons    | 64 | 35 | 26 | 3 | 249 | 210 | 73  |
| Rochester Americans | 64 | 34 | 25 | 5 | 224 | 199 | 73  |
| Hershey Bears       | 64 | 32 | 28 | 4 | 223 | 237 | 68  |
| Buffalo Bisons      | 64 | 25 | 37 | 2 | 209 | 270 | 52  |
| Springfield Indians | 64 | 19 | 41 | 4 | 217 | 274 | 42  |

### Beste Scorer
Abkürzungen: GP = Spiele, G = Tore, A = Assists, Pts = Punkte, +/- = Plus/Minus, PIM = Strafminuten; Fett: Saisonbestwert
| Spieler         | Team                | GP | G  | A  | Pts | PIM |
| --------------- | ------------------- | -- | -- | -- | --- | --- |
| Fred Glover     | Cleveland Barons    | 64 | 42 | 57 | 99  | 111 |
| Willie Marshall | Hershey Bears       | 64 | 35 | 59 | 94  | 18  |
| Jimmy Moore     | Cleveland Barons    | 64 | 23 | 66 | 89  | 31  |
| Paul Larivée    | Providence Reds     | 64 | 46 | 43 | 89  | 24  |
| Bronco Horvath  | Rochester Americans | 56 | 37 | 44 | 81  | 39  |
| Boris Elik      | Cleveland Barons    | 61 | 40 | 40 | 80  | 82  |
| Dunc Fisher     | Hershey Bears       | 64 | 40 | 38 | 78  | 59  |
| Ken Wharram     | Buffalo Bisons      | 64 | 28 | 49 | 77  | 18  |

## Calder-Cup-Playoffs

### Modus
Für die Play-offs qualifizierten sich die vier besten Mannschaften der American Hockey League. Im Halbfinale und Finale spielten diesen den Calder-Cup-Gewinner aus. Sowohl das Halbfinale, als auch das Finale wurden im Modus Best-of-Seven ausgetragen.

### Play-off-Übersicht
|  | Halbfinale | Halbfinale          | Halbfinale |  |  | Finale | Finale              | Finale |
|  |            |                     |            |  |  |        |                     |        |
|  |            |                     |            |  |  |        |                     |        |
|  | 1          | Providence Reds     | 1          |  |  |        |                     |        |
|  | 3          | Rochester Americans | 4          |  |  |        |                     |        |
|  |            |                     |            |  |  | 2      | Cleveland Barons    | 4      |
|  |            |                     |            |  |  | 3      | Rochester Americans | 1      |
|  | 2          | Cleveland Barons    | 4          |  |  |        |                     |        |
|  | 4          | Hershey Bears       | 3          |  |  |        |                     |        |
|  |            |                     |            |  |  |        |                     |        |

## Vergebene Trophäen

### Mannschaftstrophäen
| Auszeichnung                                              | Team             |
| --------------------------------------------------------- | ---------------- |
| Calder Cup Gewinner der AHL-Playoffs                      | Cleveland Barons |
| F. G. „Teddy“ Oke Trophy Bestes Team der regulären Saison | Providence Reds  |

### Individuelle Trophäen
| Auszeichnung                                                                  | Spieler      | Team             |
| ----------------------------------------------------------------------------- | ------------ | ---------------- |
| Les Cunningham Award MVP der regulären Saison                                 | Johnny Bower | Providence Reds  |
| John B. Sollenberger Trophy Bester Scorer                                     | Fred Glover  | Cleveland Barons |
| Dudley „Red“ Garrett Memorial Award Bester Rookie                             | Boris Elik   | Cleveland Barons |
| Harry „Hap“ Holmes Memorial Award Torhüter mit dem geringsten Gegentorschnitt | Johnny Bower | Providence Reds  |